# Urgehal

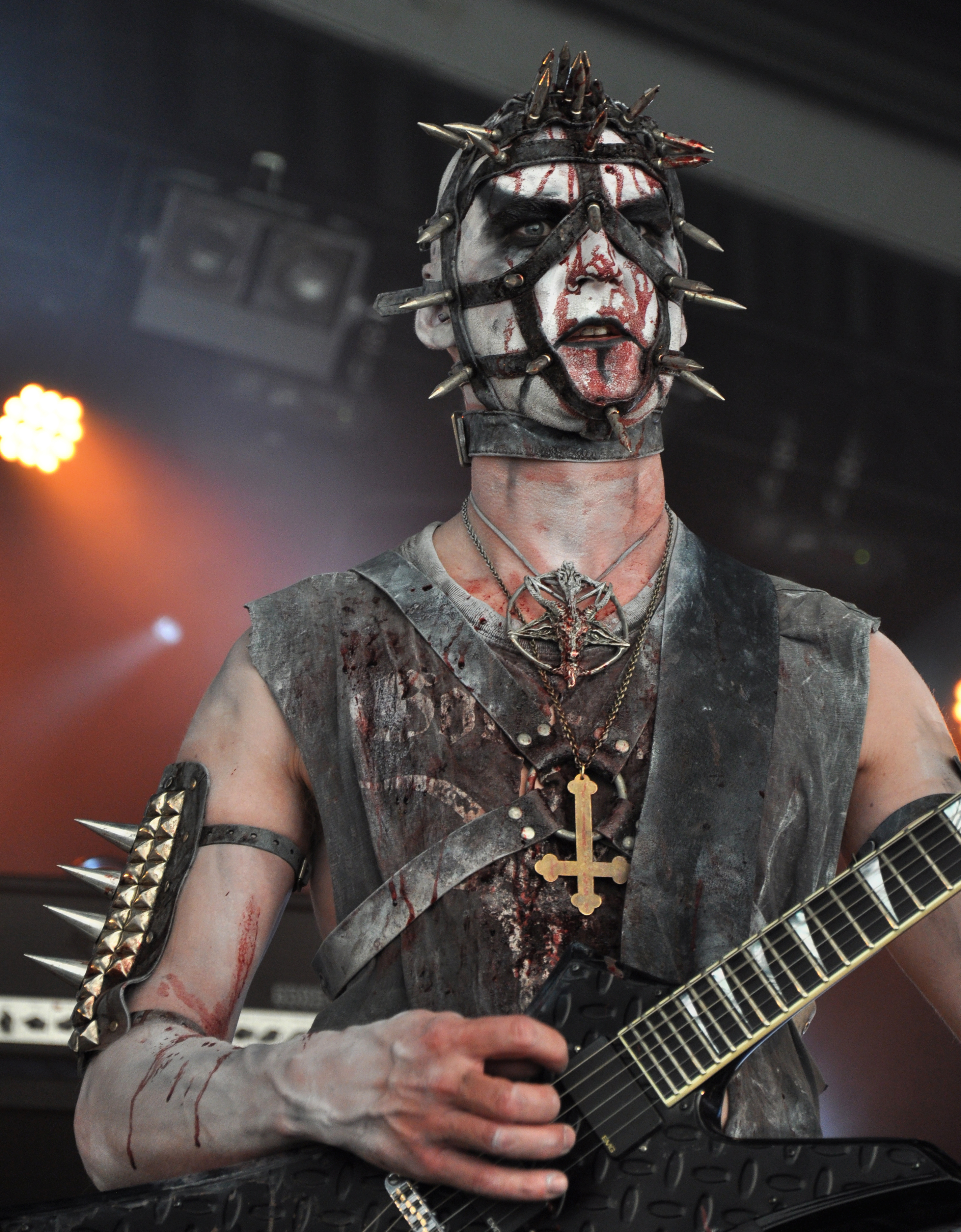
Enzifer live la Metal Mean Festival în Belgia (2011)

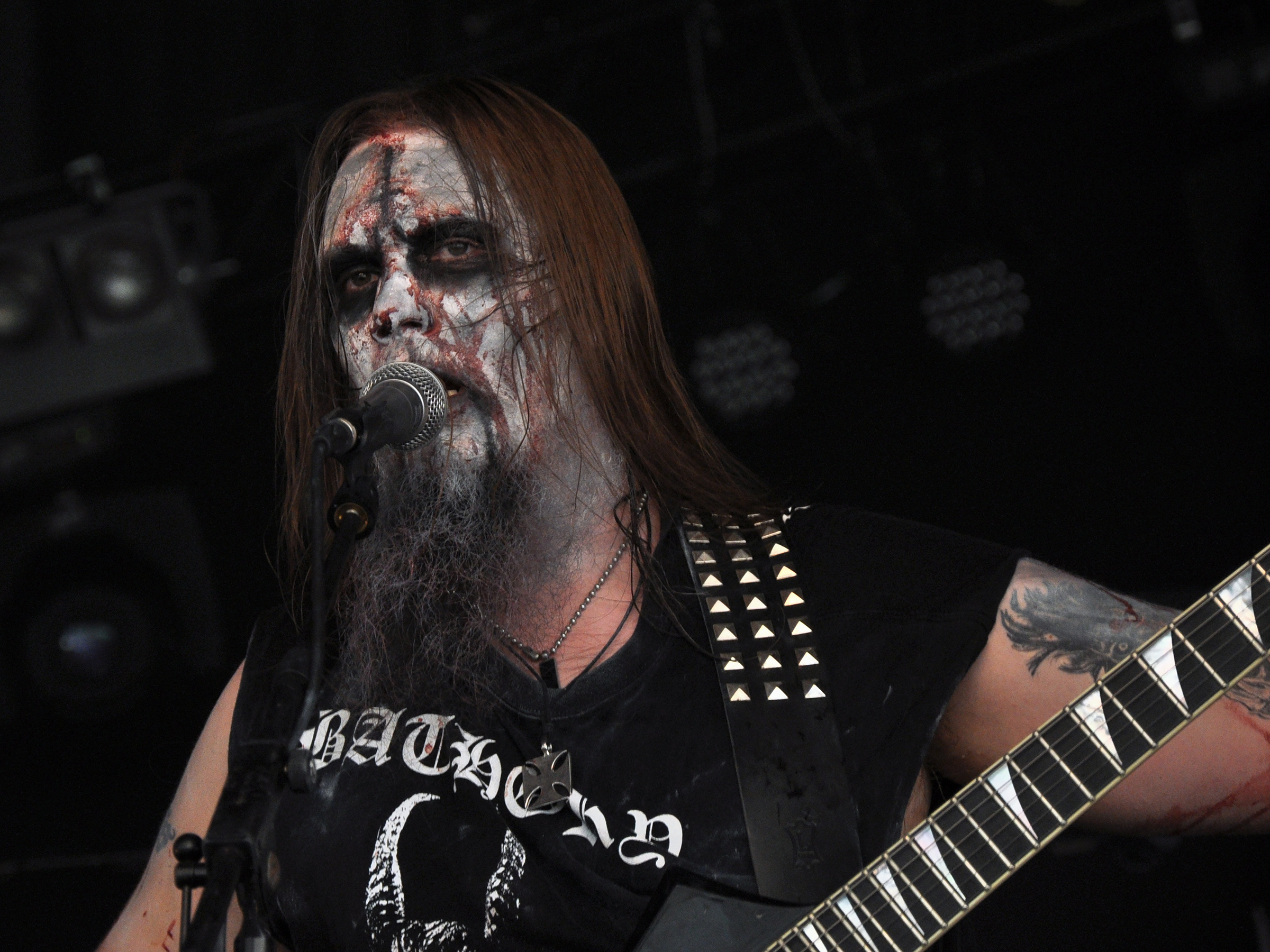
Fostul lider al formației, Trondr Nefas, decedat în 2012

Urgehal este o formație black metal din Norvegia. Ea a fost fondată în Hønefoss în 1992 de către lead-chitaristul și vocalistul Trond Bråthen ('Trondr Nefas') și ritm-chitaristul 'Enzifer'. Până în prezent formația a lansat șase albume de studio, patru EP-uri și două demo-uri. 
Stilul formației este puternic influențat de către ”scena timpurie a black metalului norvegian” de la începutul anilor 1990, și Enzifer a declarat că formația Darkthrone a fost inspirația lor primară.

## Discografie

### Albume de studio
- Arma Christi (1997)
- Massive Terrestrial Strike (1998)
- Atomkinder (2001)
- Through Thick Fog Till Death (2003)
- Goatcraft Torment (2006)
- Ikonoklast  (2009)

### EP-uri
- Demonrape (2005)
- Satanisk Norsk Black Metal (2007) – split with Beastcraft
- Death Is Complete (2011)
- Maatte Blodet Flomme (2012) – split with Sarkom

### Compilații și albume tribut
- A Norwegian Hail To VON (2005) – VON tribute split with Norwegian Evil, Amok and Taake
- The Eternal Eclipse: 15 Years of Satanic Black Metal (2007) – an anniversary album

### Demo-uri
- Ferd (1994)
- Rise of the Monument (1995)

## Membrii formației
Membri actuali
- Enzifer – chitară (1992–prezent)
- Uruz – baterie (1997–2008, 2010–prezent)
- Mannevond – bas (2007–prezent)

Foști membri
- Nefas – vocal, chitară (1992–2012; died 2012)
- Chiron – bas (1992–1997)
- Aradia – clape (1992)
- Shregoth (Tomas Torgersbråten) – bas (2003–2006)
- Renton (Eirik Renton) – baterie (2008–2010)